# Eric Reeves
Eric Reeves (25 de enero de 1950) es profesor emérito de Lengua y Literatura Inglesa en el Smith College en Northampton, Massachusetts, donde impartió cursos en Shakespeare, Milton, y la historia de la teoría literaria y la historia de la alfabetización. En 2019, Reeves también tuvo el estatus de investigador principal en el Centro François-Xavier Bagnoud de Salud y Derechos Humanos de la Universidad de Harvard. Reeves ha llevado a cabo investigaciones durante varias décadas sobre la situación política y de derechos humanos en Sudán, país africano.

## Educación
Antes de trabajar en Smith College, Reeves recibió títulos en literatura inglesa de Williams College y la Universidad de Pensilvania.

## Investigación de Sudán
Reeves comenzó a estudiar política y derechos humanos en Sudán en 1998. Testificó varias veces ante el Congreso de los Estados Unidos, dio conferencias en entornos académicos y fue consultor de varias organizaciones humanitarias y de derechos humanos que operan en Sudán. Trabajando independientemente, ha escrito sobre varios aspectos de la historia reciente de Sudán, sobre todo en el genocidio de Darfur, y el papel del gobierno sudanés y chino para perpetuarlo. Fue descrito como "un crítico feroz" de la política de reconciliación del expresidente estadounidense Barack Obama con Sudán.
Reeves recibió una gran donación de Humanity United (Redwood City, CA) para apoyar su investigación y viajes. Una colección de sus ensayos sobre la guerra en curso y la destrucción humana en Darfur apareció como A Long Day's Dying (Key Publishing, 2007). Más tarde, publicó un extenso libro electrónico sobre cinco años cruciales en la historia de Sudán: "Compromising with Evil: An archival history of greater Sudan, 2007 - 2012" (www.CompromisingWithEvil.org).

## Publicaciones y premios
Su trabajo ha aparecido en The New York Times, The Washington Post, Wall Street Journal, así como en numerosas revistas académicas. Este trabajo ha llevado a Reeves a recibir varios títulos honoríficos y muchas otras formas de reconocimiento nacional e internacional. Uno de sus numerosos premios es su título honorífico del Smith College, que le fue entregado el 6 de marzo de 2008.